# Jorge González Izquierdo
Jorge Domingo González Izquierdo (Oxapampa, 25 de mayo de 1948) es un economista y político peruano. Fue ministro de Trabajo y Promoción Social, durante el periodo 1996-1999, en el segundo gobierno de Alberto Fujimori.

## Biografía
Nació en Oxapampa el 25 de mayo de 1948.
Realizó sus estudios escolares en el Colegio Nuestra Señora de Guadalupe de Lima.
Estudió la carrera de Economía en la Universidad del Pacífico, en la cual obtuvo el título profesional de economista. Obtuvo una maestría en Economía en la Universidad Católica de Chile y un master of Arts en Economía en la Universidad de Chicago de los Estados Unidos.
Ha realizado trabajos de investigación en una amplia variedad de temas en economía y política económica, desempeñándose como consultor internacional.
En 1982 ingresó a la Corporación Andina de Fomento como miembro del directorio, institución en la cual se desempeñó como vicepresidente de Administración y Sistemas (1983-1987).
Fue presidente del directorio de la AFP El Roble (1992-1996).
Fue presidente de la Comisión de la Bolsa de Productos de la Conasev (1995-1996).

### Labor académica
En la Universidad del Pacífico, se ha desempeñado como decano de la Facultad de Economía de 1992 a 1996 y de 2004 a 2007. Así como profesor del Departamento de Economía y en la Escuela de Posgrado. Actualmente es profesor de las asignaturas de Política Económica e Introducción a la Macroeconomía en la citada casa de estudios.
Fue decano del Colegio de Economistas de Lima de 1992 a 1995.
Ha sido distinguido como profesor honorario en diversas universidades del país, como San Cristóbal de Huamanga, San Agustín de Arequipa, Universidad Nacional de Piura, Universidad Nacional del Altiplano, entre otras.

## Actividad política
De 1980 a 1982, fue asesor del ministro de Industria, Turismo e Integración. 
En 1982 fue nombrado como viceministro de Integración por el expresidente Fernando Belaúnde Terry, cargo que ocupó hasta 1983.

### Ministro de Trabajo y Promoción Social (1996-1999)
El 3 de abril de 1996, fue nombrado ministro de Trabajo por el expresidente Alberto Fujimori en su 2.° gobierno.
Fue presidente de la Comisión de Promoción de la Inversión Privada, encargada del proceso de privatizaciones.
Permaneció en el cargo hasta su renuncia en 1999.